# نلسون ستيبانيان

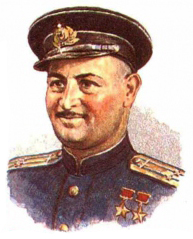
نلسون ستيبانيان

نلسون ستيبانيان (بالروسية: Нельсон Георгиевич Степанян و الأرمنية: Նելսոն Գեւորգի Ստեփանյան) ولد في 28 مارس 1913 في شوشي وتوفي في 14 ديسمبر 1944 في لياباجا (اليوم في لاتفيا) ، هو الطيار السوفيتي من أصل أرمني من الحرب العالمية الثانية. مات عندما أسقطت طائرته من قبل العدو خلال الحرب. تحصل على لقب بطل الاتحاد السوفيتي.

## تكريمه
للشهيد نصب تذكاري نصفي بحديقة الأطفال بمدينة يريفان.

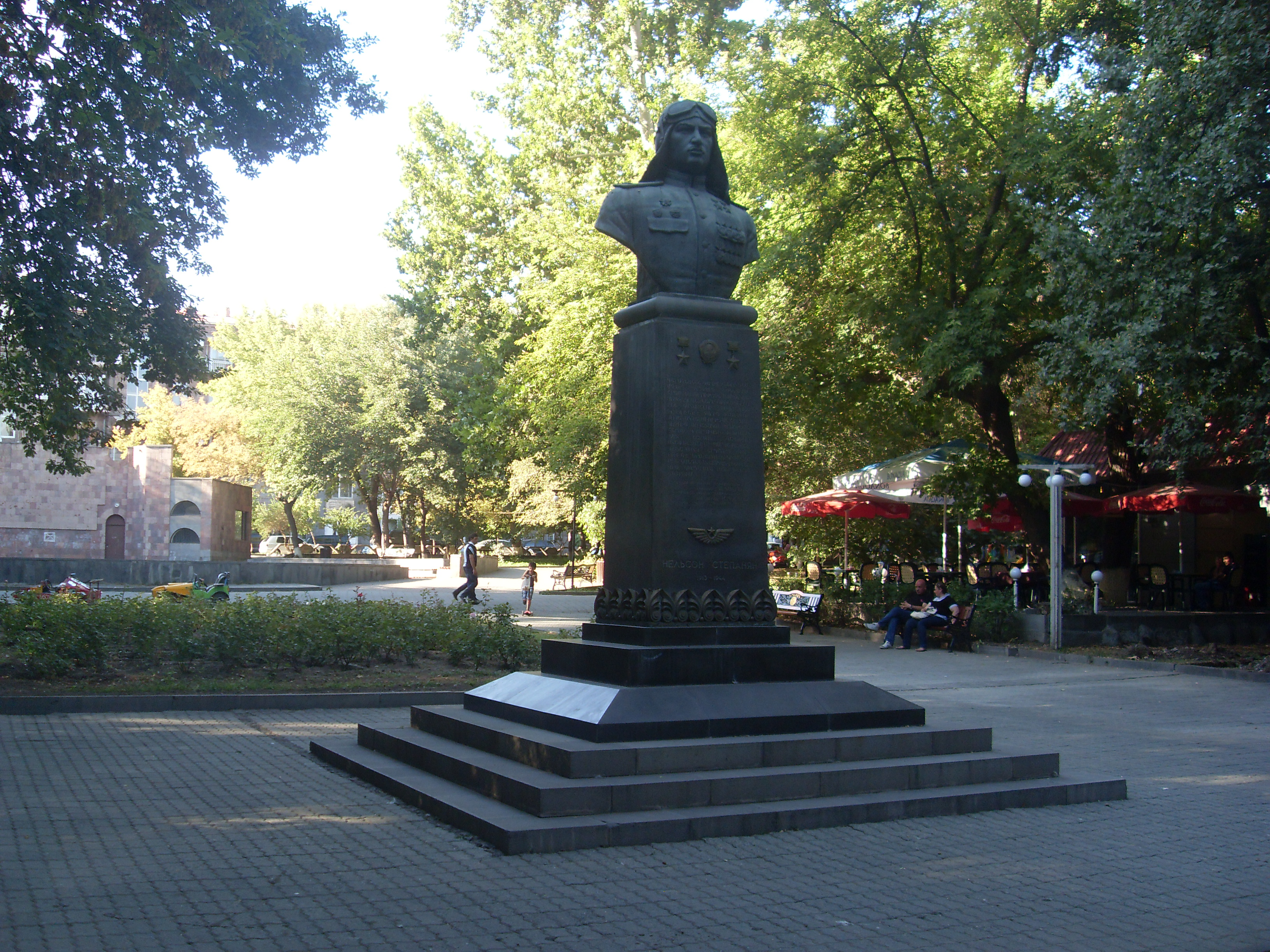
نصب نيلسون ستيبانيان
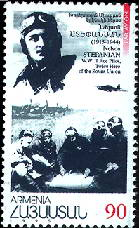
طابع بريدي يحمل صورته
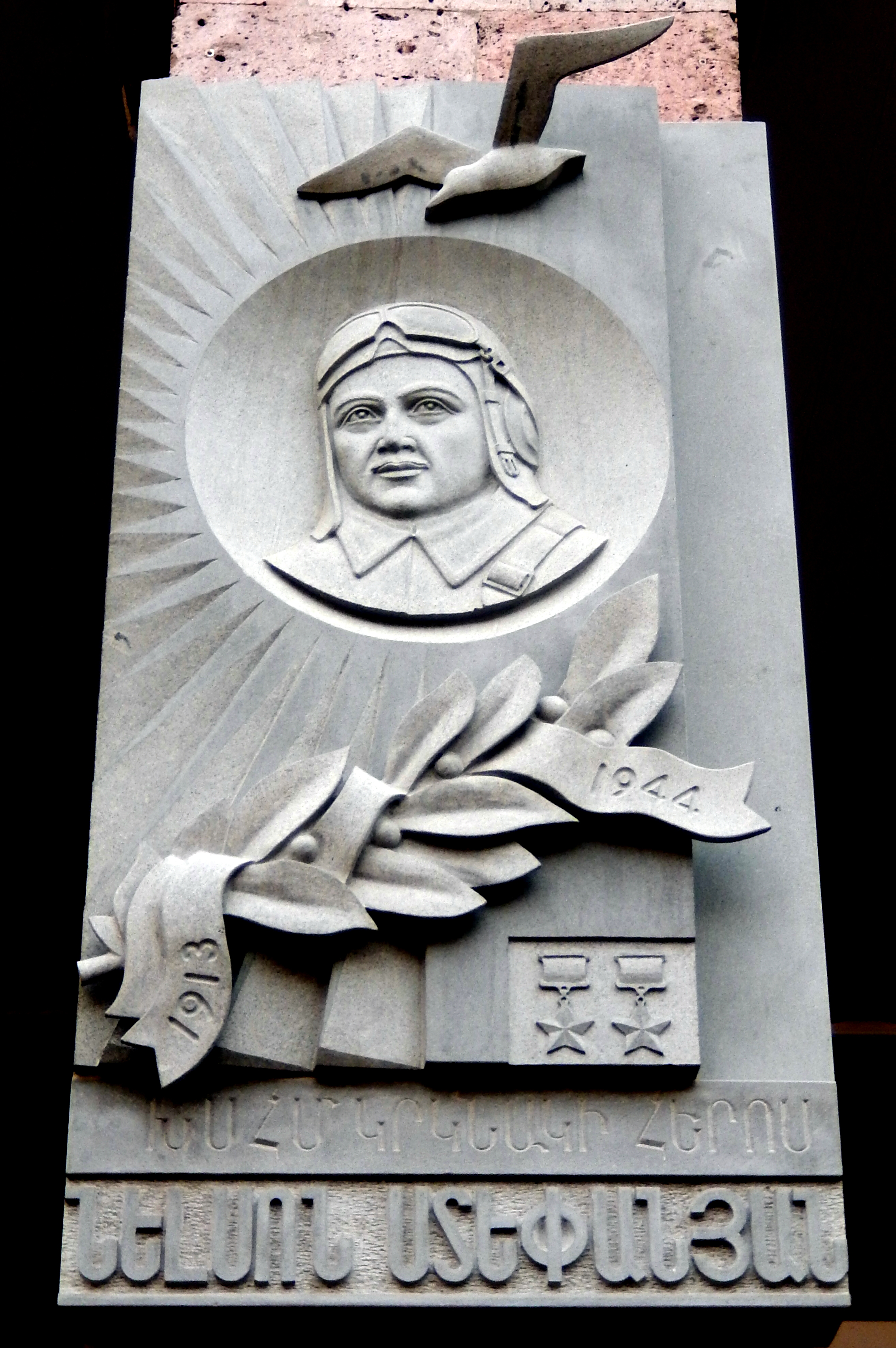
لوحة منحوت عليها وجهه